# Alisa Weilerstein
Alisa Weilerstein, née le 14 avril 1982, est une violoncelliste classique américaine. Elle a obtenu une bourse MacArthur en 2011. 

## Biographie

### Enfance et famille
Alisa Weilerstein est née à Rochester, New York. Elle a commencé à jouer du violoncelle à l'âge de quatre ans. Elle a fait ses débuts à l'âge de 13 ans avec le Cleveland Orchestra en jouant les Variations sur un thème Rococo de Tchaïkovski. En tant que soliste, elle s'est produite avec plusieurs autres grands orchestres sur quatre continents. Elle est également active dans la musique de chambre et joue avec ses parents, Donald Weilerstein, premier violoniste fondateur du Cleveland Quartet, et la pianiste Vivian Hornik Weilerstein, dans le cadre du Weilerstein Trio. Le trio réside actuellement au New England Conservatory à Boston. Son frère est le violoniste et chef d'orchestre Joshua Weilerstein (né en 1987). Elle est mariée au chef d'orchestre vénézuélien Rafael Payare. 

### Carrière
Alisa Weilerstein a reçu plusieurs distinctions. En 2000-2001, elle a remporté une bourse de carrière Avery Fisher et a été sélectionnée pour jouer dans le programme ECHO « Rising Stars » et la Chamber Music Society II, le programme des jeunes artistes de la Chamber Music Society of Lincoln Center. En 2004, elle est diplômée de l'Université Columbia à New York avec un BA en histoire russe. En 2006, elle a reçu le prix Leonard Bernstein au Festival de musique du Schleswig-Holstein. En 2011, elle a reçu une « bourse de génie » de la Fondation MacArthur. 
Championne de la musique contemporaine, Alisa Weilerstein a beaucoup travaillé avec les compositeurs Osvaldo Golijov et Lera Auerbach, ainsi qu'avec le compositeur de Philadelphie Joseph Hallman. Elle a interprété la première new-yorkaise du Concerto pour violoncelle « Azul » de Osvaldo Golijov au Mostly Mozart Festival du Lincoln Center, la première mondiale des 24 préludes pour violoncelle et piano de Lera Auerbach au Caramoor International Music Festival, la transcription par Lera Auerbach de l'opus 34 de Shostakovich pour violoncelle et piano au Festival de musique du Schleswig-Holstein, et le Concerto pour violoncelle de Joseph Hallman avec l'Orchestre philharmonique de Saint-Pétersbourg. 
En mai 2016, elle crée Outscape, le deuxième concerto pour violoncelle de Pascal Dusapin, avec le Chicago Symphony Orchestra, qui a reçu un accueil critique positif,. 
En mars 2017, au Symphony Hall, elle a interprété la première mondiale du concerto pour violoncelle et orchestre de Matthias Pintscher, Un despertar, avec le Boston Symphony Orchestra, acclamé par la critique. Elle joue sur un violoncelle William Forster de 1790.

## Discographie
- Suites pour violoncelle de Bach, Pentatone, PTC 5186751 (2020) ;
- Old Souls - Musique de chambre pour flûte et cordes avec Gili Schwarzman, Guy Braunstein, Amihai Grosz, Susanna Yoko Henkel (Antonín Dvořák, Ludwig van Beethoven, Hugo Wolf, Fritz Kreisler) Pentatone PTC 5186815 (2019) ;
- Nuit transfigurée: Haydn & Schönberg. Alisa Weilerstein, solistes de Trondheim . Pentatone PTC 5186717 (2018). ;
- Alisa Weilerstein & Vivian Hornik Weilerstein: Œuvres pour violoncelle et piano (enregistrement dans la série EMI Classics "Debut") (EMI 5 73498 2) ;
- The Weilerstein Trio, avec Donald Weilerstein (violon), Alisa Weilerstein (violoncelle) et Vivian Hornik Weilerstein (piano): Dvořák Trios (enregistrement de Koch International Classics) (Koch B000CC4W14) ;
- Joseph Hallman: Concerto pour violoncelle (Saint-Pétersbourg) (enregistrement en direct de la première performance): Alisa Weilerstein (violoncelle) et l'Orchestre philharmonique de chambre de Saint-Pétersbourg (Russie), Jeffery Meyer, chef d'orchestre et directeur artistique (jhallmanmusic 884502022742) ;
- Alisa Weilerstein, Orchestre philharmonique tchèque, Jiri Belohlavek (Cond. ): Concerto pour violoncelle de Dvořák (Decca 0289478 5705) ;
- Alisa Weilerstein, Staatskapelle Berlin, Daniel Barenboim (Cond): Concerto pour violoncelle op. 85 d'Edward Elgar, Concerto pour violoncelle d'Elliott Carter, Kol Nidrei op. 47 de Max Bruch (Decca 0289 478 2735) ;
- Alisa Weilerstein Solo: Sonate op.8 de Zoltán Kodály, Omaramor d'Osvaldo Golijov,  Suite per violoncello de Gaspar Cassadó, Seven Tunes Heard in China de Bright Sheng(Decca 0289478 5296).